# Línea T1 (Córdoba)
Línea T1 era una línea de transporte urbano de pasajeros de la ciudad de Córdoba, Argentina. Deja de prestar servicio por la empresa Transporte Automotor Municipal Sociedad del Estado - U.T.E. en febrero de 2014, tras la implementación del nuevo sistema de transporte de colectivos. 

## Recorrido
Desde Anfiteatro Saldán a Ciudad Universitaria (Ciudad de las Artes). 
 Servicio diurno.
- Ida: desde anfiteatro de Saldán – Vélez Sársfield – San Lorenzo – Avellaneda – San Jerónimo – Eva Perón – Bodereau – R. Rojas – CPC Argüello y Rotonda - Av. Rafael Núñez - Nudo Vial - Av. Rafael Núñez – H. Wast – Gavier – Malbrán – Roque Funes – Hilarión Plaza – Otero – N. Carranza – Sagrada Familia – Octavio Pinto - Caraffa - Castro Barros – Bulevar Las Heras – Avenida Gral. Paz – Vélez Sársfield – Hipólito Yrigoyen - Plaza España – Valparaíso – vuelta a la redonda.

- Regreso: vuelta a la redonda – Valparaíso - Los Nogales – Av. E. Barros – Pabellón Argentina – Haya de la Torre – Medina Allende – M. López – UTN – Cruz Roja Argentina – Av. Richieri – Ciudad de las Artes - Concepción Arenales –Valparaíso – vuelta a la redonda - Plaza España – Chacabuco – Rosario de Santa Fe – Obispo Salguero - San Jerónimo - 27 de Abril - Jujuy – Puente Antártida – Lavalleja – Mansilla – Duccase - C. Barros – Caraffa – O. Pinto – M. Quintana – M. Larra – Roque Funes – Malbrán – Gigena – Tejeda – H. Wast – Av. Rafael Núñez –  Nudo Vial – Av. Rafael Núñez – Rotonda y CPC Argüello – Ricardo Rojas – Bodereau – Eva Perón – San Jerónimo – Avellaneda – San Lorenzo – Vélez Sársfield – Kennedy hasta Plaza Anfiteatro Saldán.

## Normativa sobre intercambio o traspaso
- Los  pasajeros de las líneas T y T1, podían realizar en la parada ubicada en Rafael Núñez 4800 intercambio o traspaso entre ambas líneas en ida y regreso.
- El costo del viaje completo era igual a la tarifa que inicie el viaje. El tiempo máximo entre el  descenso y ascenso a la segunda unidad, era de 75 minutos y el medio de pago era la tarjeta electrónica.